# Madden NFL 2001
Madden NFL 2001 è un videogioco sportivo sviluppato e pubblicato dall'Electronic Arts nel 2000 per le principali piattaforme di gioco. È il terzo videogioco della Madden NFL. È anche il primo gioco della serie Madden NFL ad apparire sulla console PlayStation 2. Questo è il primo gioco della serie Madden NFL con le squadre europee.